# 16 chansons - 16 succès (Dalida 1983)
16 chansons - 16 succès è una raccolta della cantante italo-francese Dalida, pubblicata nel 1983 da Carrere.
Fa parte della serie 13 + 3 creata negli anni ottanta dalla casa discografica francese. Per questa stessa collana era già stata pubblicata, nel 1981, un'altra raccolta omonima di brani di Dalida.
Contiene, oltre a quindici brani già inclusi in precedenti album, una nuova canzone inedita: Aba Daba Honeymoon (France comment me trouves-tu?).

## Tracce
Lato A
1. Confidences sur la fréquence
2. Nostalgie
3. J'aurais voulu danser
4. Une femme à 40 ans
5. Jouez bouzouki
6. Si la France
7. Danza
8. Pour vous

Lato B
1. Il pleut sur Bruxelles
2. Une vie
3. Ensemble
4. Le parrain
5. Julien
6. Americana
7. Tout au plus
8. Aba daba honeymoon (France, comment me trouves-tu?)